# Feeding Frenzy 2

Feeding Frenzy 2: Shipwreck Showdown — відеогра в аркадному стилі від американського розробника Sprout Games, яка стосується морського харчового ланцюга . Це продовження гри Feeding Frenzy 2004 року. Гру було розроблено та опубліковано PopCap Games 6 лютого 2006 року. Він також включений у роздрібну версію Bejeweled 3 для PlayStation 3 разом із Zuma.

## Ігровий процес
Як і в Feeding Frenzy, гравцям потрібно керувати кількома швидкозростаючими морськими хижаками, які прагнуть розкрити таємницю, що ховається в океані. Мета гри полягає в тому, щоб уникати хижаків і перешкод, поїдаючи іншу меншу рибу та істот, зрештою досягаючи вершини харчового ланцюга. Feeding Frenzy 2 містить 60 нових рівнів, на яких можна побачити нові підводні світи, коралові рифи, глибоководні печери та затонулі кораблі, включно з надводними випробуваннями. У сюжетному режимі гравець керує маленькою рибою-метеликом на ім’я Борис. Гравець змушує Бориса їсти до вершини харчового ланцюга. По дорозі гравець стикається з новою здобиччю та хижаками, як дружніми, так і недружніми, і повинен перешкодити інопланетній рибі на ім’я «Зловмисник» знищити океан.